# Salmen Gradowski

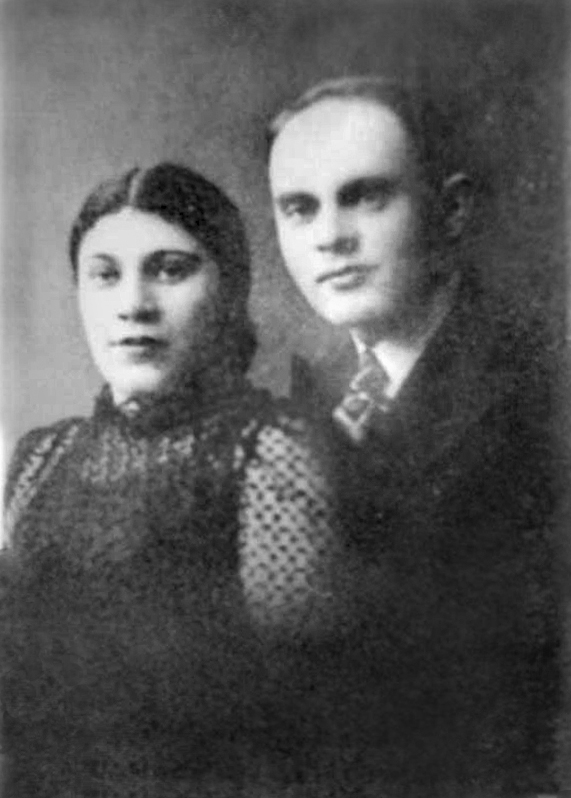
Zalman Gradowski und seine Frau Sonia an ihrem Hochzeitstag, ca. 1935

Salmen Gradowski oder Chaim Zalman Gradowski (geboren 1908 oder 1909 in Suwałki; gestorben am 7. Oktober 1944 im KZ Auschwitz-Birkenau) war als polnischer Jude Häftling im Konzentrationslager Auschwitz-Birkenau. Er wurde den  Sonderkommandos zugeteilt, das die Häftlinge bei der Ermordung in den Gaskammern begleiten musste. Seine Erfahrungen schrieb er mit Hilfe anderer Insassen in geheimen Tagebüchern nieder.

## Leben
Salmen Gradowski wurde als Sohn von Sarah und Shmuel Gradowski, der als Rabbiner ausgebildet und als Kantor tätig war, geboren. Er und seine beiden Brüder Moyshl und Avrom-Eber besuchten die Jeschiwa von Lomza; seine beiden Brüder lehrten an einer Jeschiwa in Suwalki, während es Salmen in das Bekleidungsgeschäft seines Vaters zog. Aufgrund der dortigen guten Bibliotheken und den Diskussionen auch literarischer Texte in der jüdischen Gemeinde konnte er seinem Interesse an der Literatur intensiv nachgehen. Mit dem jiddischen Schriftsteller David Sfar, Schwager seiner Frau und einziger Überlebender der Familie, hatte er vor Kriegsbeginn regen Austausch über Literatur und dieser erinnerte sich an Gradowski als jemanden, der von einem Leben als Schriftsteller träumte. Als politisch engagiertester seiner Brüder galt sein Interesse früh dem Zionismus. Anfang der 1930er Jahre heiratete er Sonja Sara Złotojabłko aus der Stadt Lunna, in die sie nach dem Einmarsch der deutschen Wehrmacht in Suwałki Anfang September 1939 flohen. Im Sommer 1941 besetzte die Wehrmacht Lunna, am 2. November wurde ein Ghetto errichtet, in dem Gradowski als Teil des Judenrates für sanitäre und gesundheitliche Angelegenheiten verantwortlich war. Exakt ein Jahr später wurden sämtliche Ghettobewohner der Region in das Sammellager Kiełbasin bei Grodno gebracht, wo er als Arzt im Ghetto Grodno tätig gewesen war.
Im Dezember 1942 wurde Gradowski in einem Zug mit 1000 Menschen nach Auschwitz-Birkenau deportiert, wo 769 Deportierte umgehend ermordet wurden – darunter sämtliche seiner Familienmitglieder. Zunächst war er den Sonderkommandos in den Gasbunkern I und II zugeteilt, danach im Krematorium. In Auschwitz-Birkenau entstanden seine Texte, die nach der Befreiung des Lagers gefunden wurden. Er kam wahrscheinlich als Anführer einer Widerstandsgruppe von Mitgliedern des Sonderkommandos bei dem Aufstand am 7. Oktober 1944 ums Leben. Dabei erreichten sie die Zerstörung eines Krematoriums.

## Geheimes Tagebuch
Um seine Erlebnisse im Vernichtungslager und die Eindrücke von den Mithäftlingen für die Nachwelt festzuhalten, verfasste er mit Hilfe einiger weiterer Insassen, die für Papier und Wachs zum Verschließen der Gefäße sorgten, diverse Textsammlungen. Diese versteckte er an unterschiedlichen Orten des Lagers. Als Helfer der Außerordentlichen Staatlichen Kommission der Sowjet-Union konnte Shlomo Dragon, ehemaliges Mitglied des Sonderkommandos, das erste Manuskript am 5. März 1945 im Bereich des Krematorium III bergen. Die beiden Manuskripte bestehen aus vier Einheiten und beschäftigen sich mit verschiedenen Themen sowie einem Brief. Das erste Notizbuch, wahrscheinlich zu Beginn des Jahres 1943 geschrieben, beschreibt Gradowski den Transport der Gefangenen in den Zügen nach Auschwitz. Das zweite ist in einer stärker literarischen Sprache verfasst und behandelt die Ereignisse in den zwei Wochen zwischen dem 24. Februar bis zum 8. März 1944, bei denen tausende Juden und ein Großteil des Sonderkommandos ermordet wurden.
Die auf Jiddisch verfassten Schriften existierten über lange Zeit getrennt voneinander und wurden erst sehr viel später gesammelt veröffentlicht. Gradowski hatte die Texte verschlüsselt unterschrieben, mit Hilfe der Gematrie konnte Chaim Wollnermann die Unterschrift später entschlüsseln, ihm zuordnen und Verwandte in New York ausfindig machen, wie es Gradowski wünschte. Neben detaillierten Beschreibungen des Alltags und Innenlebens der Häftlinge angesichts der Vernichtung sind die Schriften vor allem ein einzigartiges Dokument des Bemühens, dem Ausmaß des Grauens literarischen Ausdruck zu verleihen. Nicht zuletzt sind sie als Ausdruck des inneren Widerstandes des todgeweihten Gradowskis zu werten. Der Odyssee der erhaltenen Schriften sowie der Stellung des Werkes im Kontext der Stillen Helden widmet Aurélia Kalisky in der 2019 auf Deutsch erschienenen Ausgabe, die erstmals all seine Texte gesammelt enthält, eine ausführliche Auseinandersetzung.